# Austrotriton mimetica
Austrotriton mimetica is een slakkensoort uit de familie van de Cymatiidae. De wetenschappelijke naam van de soort werd voor het eerst geldig gepubliceerd in 1893 door Tate als Sipho mimetica.